# Asura tibada
Asura tibada là một loài bướm đêm thuộc phân họ Arctiinae, họ Erebidae.